# Bataille des Clouzeaux
Guerre de Vendée
Batailles
La bataille des Clouzeaux se déroule le 20 mars 1794 lors de la guerre de Vendée. Elle s'achève par la victoire des Vendéens qui repoussent une attaque républicaine visant à détruire la petite armée du général Charette. Le général républicain Nicolas Haxo trouve la mort lors de ce combat.

## Prélude
Après la défaite du général Cordellier à la bataille de la Vivantière, le général Nicolas Haxo arrive à Palluau le 3 mars et se lance à la poursuite de la troupe de Charette, qu'il décide de traquer sans répit. Pour ce faire, il bénéficie d'une compagnie de guides organisée par Kléber à l'automne, qui l'informe des mouvements des Vendéens. 
Le 7 mars, Haxo se porte sur la forêt des Gats, entre Belleville-sur-Vie et La Merlatière. Charette refuse le combat et s'enfuit vers le bois de La Chaise, en laissant cependant derrière lui une quarantaine de morts. Haxo perd alors sa trace et fouille les environs des Lucs-sur-Boulogne, des Brouzils et de Saint-Philbert-de-Bouaine pendant de longues marches et contre-marches de 12 à 15 heures par jour.
À la mi-mars, Haxo divise sa colonne en deux : le premier détachement se porte sur Saint-André-Treize-Voies et Vieillevigne et rejette une partie de la troupe de Charette sur le deuxième détachement, mené directement par Haxo, qui a pris position à L'Herbergement. Le 17 mars, à Rocheservière, Haxo tombe sur une troupe de 200 à 300 Vendéens et en tue une centaine d'après les estimations républicaines. 
Le lendemain, Haxo arrive au Pont-James, à Saint-Colomban où il écrit à Turreau pour lui demander des renforts de cavalerie, puis il poursuit sur Legé. Il réunit ensuite ses deux détachements à La Chapelle-Palluau et apprend que Charette est à Maché. Il se dirige alors sur Beaulieu-sous-la-Roche afin de préparer son attaque, mais il arrive une heure trop tard, les Vendéens s'étant replié sur Les Clouzeaux. Haxo retourne alors à Beaulieu, où il écrit sa dernière lettre, puis il marche sur Les Clouzeaux.

## Forces en présence
L'état des forces en présence n'est pas connu avec exactitude. À la date du 8 mars 1794, le général Haxo, alors à Palluau, écrit au général Turreau qu'il est à la tête d'une colonne de 2 000 hommes,. D'après Émile Gabory, la troupe inclut 300 cavaliers
Côté vendéen, Haxo estime également le 8 mars que l'armée de Charette est forte de « douze cents hommes au plus » et est handicapée par « quatre voitures de blessés »,. Dans ses mémoires, le chef royaliste Pierre-Suzanne Lucas de La Championnière indique quant à lui que l'armée, encore forte de 1 200 hommes fin février, ne compte plus que 700 à 800 hommes au moment du combat,.

## Déroulement

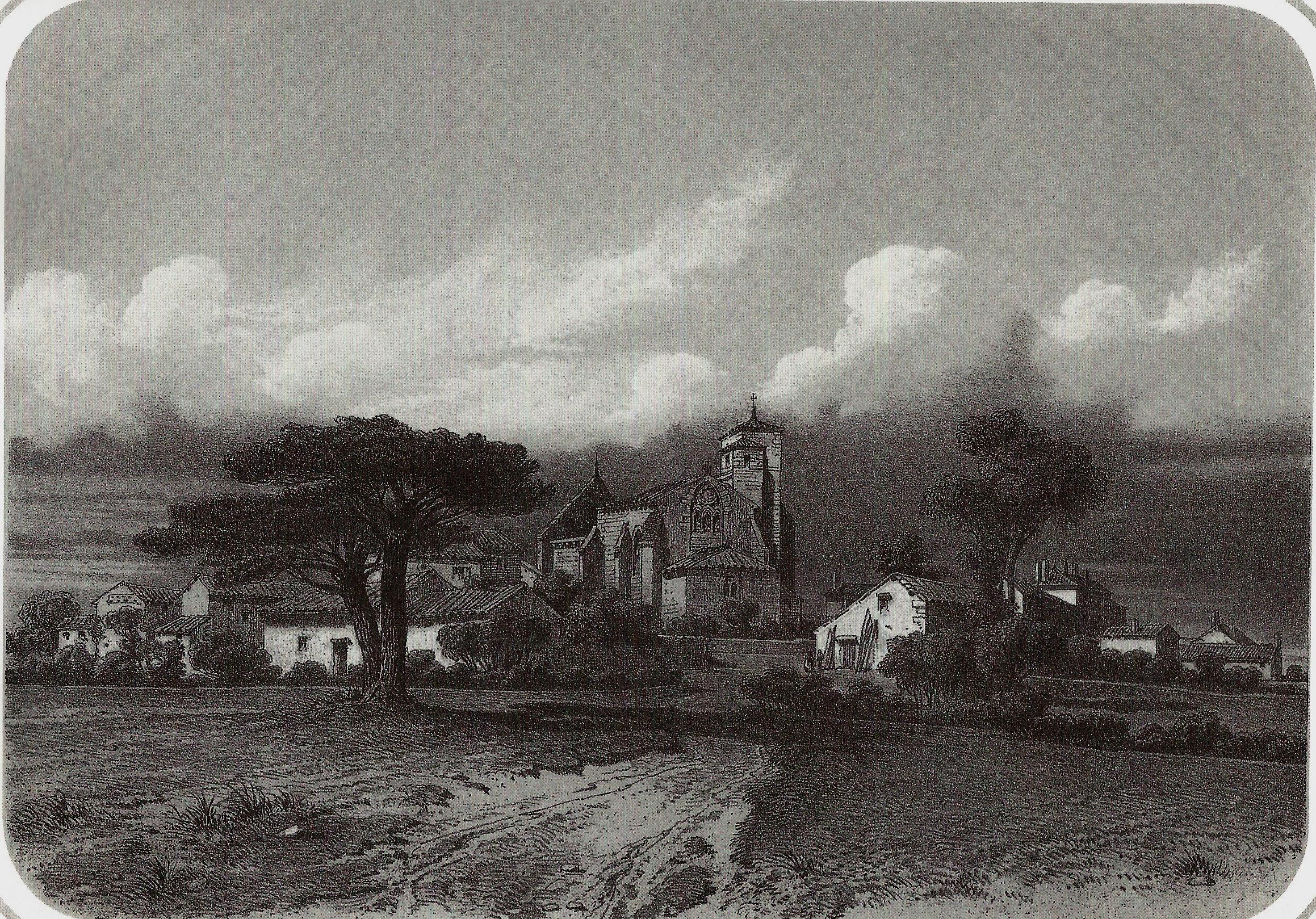
Les Clouzeaux, dessin de Thomas Drake et lithographie d'Henri Daniaud, 1860.

Les Vendéens sont divisés en quatre groupes, Charette commande la droite, Joly la gauche, Guérin le centre et Bodereau la réserve.
Les dragons républicains chargent les premiers l'avant-garde vendéenne commandée par Joly. Ils sont sur le point de la faire plier lorsque la cavalerie vendéenne les prend de flanc. Les dragons prennent aussitôt la fuite et jettent la confusion dans les rangs des deux bataillons d'hommes à pied et provoquent une déroute générale. Trop avancé, Haxo se retrouve sans soutien au début du combat et est tué.

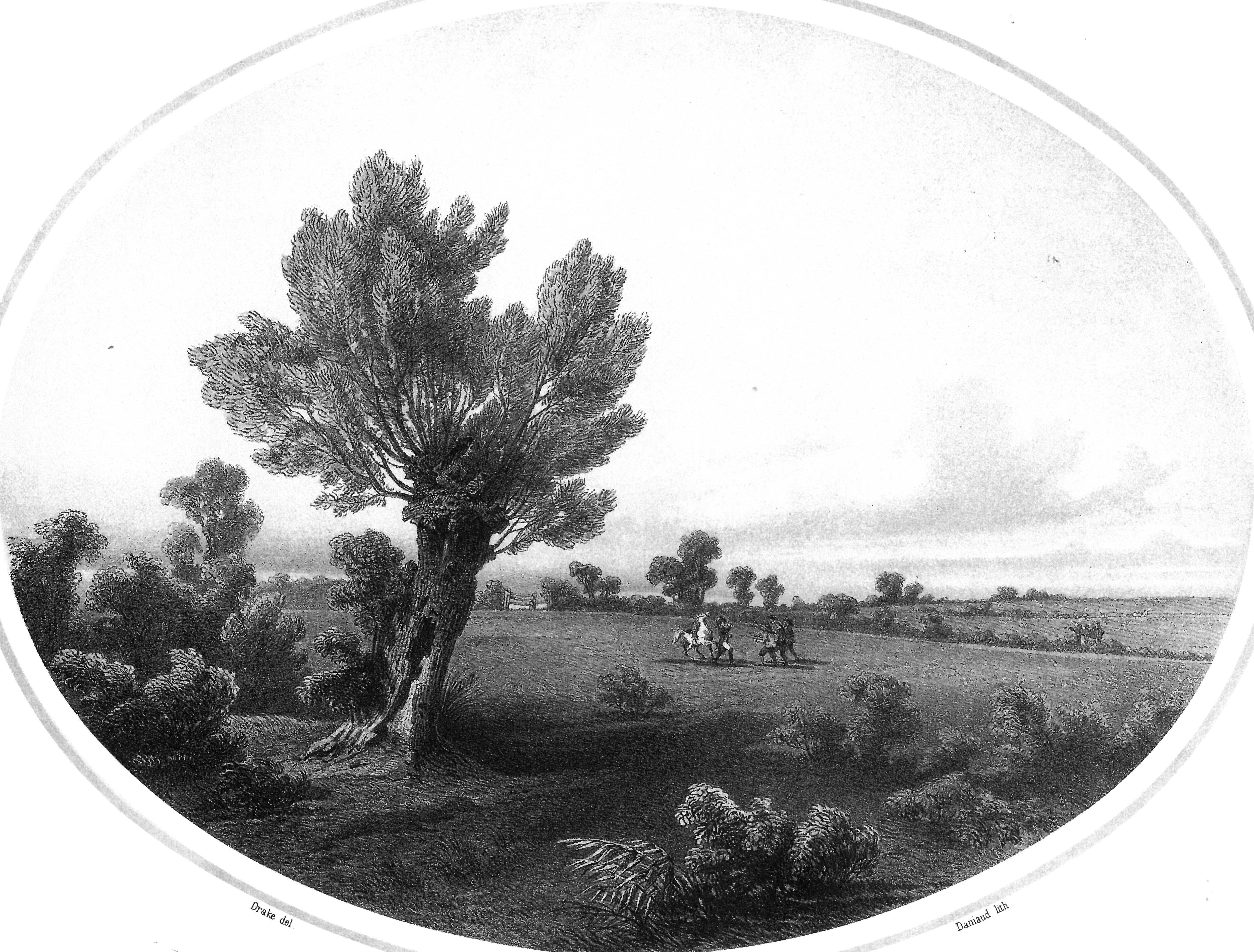
Mort du général Haxo, dessin de Thomas Drake et lithographie d'Henri Daniaud, 1860.

Les circonstances de la mort du général républicain varient selon les récits. Dans son rapport, Turreau raconte qu'après la fuite de deux bataillons, Haxo est atteint de deux coups de feu, son cheval s'effondre, et, « sur le point d'être pris par les cavaliers ennemis », il « se brûle la cervelle »,,. Les républicains Collinet, Savary et l'adjudant-général Aubertin retiennent également la thèse du suicide. En revanche, le chef vendéen Pierre-Suzanne Lucas de La Championnière affirme dans ses mémoires que le général républicain est abattu par un coup de fusil après avoir blessé plusieurs de ses adversaires : « Dans ce désordre le Général Haxo se trouva empêché par un fossé que son cheval ne pouvait franchir : il mit pied à terre et fut bientôt atteint par un des nôtres qui lui cria de remettre ses armes ; il en reçut, pour toute réponse, un coup de sabre sur la tête. Le Général entouré successivement pas cinq cavaliers refusa toujours de se rendre jusqu'à ce qu'un soldat, qu'il prit pour un de ses chasseurs, à cause d'un petit casque qu'il lui vit sur la tête, en profitant de sa méprise, l'eût renversé d'un coup de fusil. Haxo, quoique par terre, se défendit encore et blessa un des nôtres à la main d'un coup de pistolet ». Un prisonnier vendéen nommé Pierre Prudhomme déclare le 14 juillet que « Haxo avait dit qu'il était bien malheureux de mourir de la main de la canaille et qu'il s'était brûlé la cervelle, que Charette avait actuellement son cheval, et qu'avant de mourir il avait dit à Charette ma mort te vaut 30 000 hommes ». Charles-Louis Chassin publie quant à lui le récit d'une tradition orale selon laquelle Haxo se serait réfugié dans l'église en profitant de l'obscurité et n'aurait été tué que le lendemain matin,. 
Après le combat, les Vendéens évacuent rapidement les lieux, tandis que les deux bataillons de l'aile gauche reprennent le champ de bataille, ce qui permet à Turreau de faire passer la défaite de ses troupes pour une victoire,.

## Pertes
Dans son rapport adressé le 22 mars au ministre de la guerre Jean-Baptiste Bouchotte, le général Turreau écrit que les pertes républicaines sont d'une vingtaine d'hommes tués et de 57 blessés,. Dans son journal, l'armateur sablais André Collinet donne un bilan plus élevé en écrivant que 106 hommes ont été tués et 49 blessés, dont onze mortellement. Les pertes vendéennes sont inconnues.

## Conséquences
L'issue de la bataille est marquée par une dispute opposant Charette et Joly, chacun réclamant le cheval du vaincu, qui revient finalement à Charette. Cette querelle conduit à la séparation des deux armées.
De son côté, le général en chef Louis Marie Turreau arrive à Aizenay le 21 mars et apprend la mort d'Haxo à La Mothe-Achard. Le 22, il arrive aux Sables-d'Olonne.
Selon l'historien Lionel Dumarcet : « Haxo avait échoué tout près du but. Sa mort laisse apparaître l'incroyable médiocrité de l'état-major républicain en Vendée. Il faudra attendre deux ans pour qu'un nouveau général soit en mesure de comprendre comment réduire Charette à merci ».